# المنيزلة (سوريا)
المنيزلة هي قرية تتبع محافظة اللاذقية في شمال غرب سوريا. تعتبر من أعلى القرى في جبال الساحل السوري، وأشهر معالمها بيت إبراهيم الكنج، ومزار الشيخ أحمد. وهي ترتبط بطريق مع ناحية عين الشرقية وبطريق آخر مع ناحية بيت ياشوط.